# Pterophorus alaica
Pterophorus alaica is een vlinder uit de familie vedermotten (Pterophoridae). De wetenschappelijke naam van de soort is voor het eerst geldig gepubliceerd in 1920 door Aristides von Caradja.